# Eriopyga pansapha
Eriopyga pansapha là một loài bướm đêm trong họ Noctuidae.